# Xantina deidrogenasi
La xantina deidrogenasi è un enzima appartenente alla classe delle ossidoreduttasi, che catalizza la seguente reazione:
xantina + NAD+ + H2O ⇄ urato + NADH + H+
L'enzima agisce su una varietà di purine ed aldeidi, tra cui l'ipoxantina. L'enzima presente negli eucarioti è una flavoproteina e un molibdo-enzima, contiene un cofattore FAD un cofattore molibdeno e due centri ferro-zolfo ([2Fe-2S]); l'enzima animale può avere anche attività enzimatica da xantina ossidasi (numero EC 1.17.3.2) (un tipo di ossidasi).
Quello presente del fegato agisce in vivo soprattutto come deidrogenasi, ma può anche agire come xantina ossidasi in vitro se conservato a -20 °C, se trattato con agenti proteolitici, con solventi organici o con reagenti tiolici come ad esempio Cu2+, la N-etilmaleimmide o il 4-mercuriobenzoato. L'effetto dei reagenti tiolici può essere invertito da tioli quali il 1,4-ditioeritritolo.
La conversione all'attività di xantina ossidasi può essere anche ottenuta attraverso la enzima-tiolo transidrogenasi (glutatione-disolfuro) (numero EC 1.8.4.7), in presenza di glutatione disolfuro. In altri tessuti animali, l'enzima ha comunemente attività ossidasica, ma può essere convertito in deidrogenasi dal 1,4-ditioeritritolo.